# Povratnik
 Ovo je glavno značenje pojma Povratnik. Za istoimeni film pogledajte Povratnik (2016.).
Povratnik u hrvatskome jeziku opisuje onoga koji se vraća otkuda, a zbog velikoga broja hrvatskih iseljenika glavno značenje ove riječi pripisano je iseljeniku koji se vratio u svoju zemlju. Nakon Domovinskoga rata i rata u Bosni i Hercegovini, povratnik poprima i značenje osobe koja se vratila u zemlju iz koje je prognana ili izbjegla.

## Poznatiji povratnici
- Zdenka Babić Petričević
- Miro Barešić
- prof.dr.sc. Ivo Banac
- Ante Beljo
- Zvonko Bušić
- gen. Miljenko Filipović
- gen. Ante Gotovina
- gen. Željko Glasnović
- gen. Ivan Kapuluar
- gen. Blaž Kraljević
- doc.dr.sc. Katica Miloš
- Ivan Milas
- Ivica Mudrinić
- Vinko Nikolić
- Boris Maruna
- Ludvig Pavlović
- Drago Pilsel
- dr.sc. Danica Ramljak
- Dijana Račan-Pleština
- gen. Ante Roso
- Branko Salaj
- dr.sc. Ivo Sanader
- Mary Sopta
- Gojko Šušak
- Hrvoje Šarinić
- Nikola Štedul
- Ruža Tomašić
- Janko Vranyczany Dobrinović
- Jure Vujić
- Bože Vukušić
- prof.dr.sc. Jure Zovko